# Abdelkarim Hassan
Abdelkarim Hassan Al Haj Fadlalla, noto semplicemente come Abdelkarim Hassan (in arabo عبد الكريم حسن‎?; Doha, 28 agosto 1993) è un calciatore qatariota, difensore dell'Al-Wakrah e della nazionale qatariota.

## Caratteristiche tecniche
Agisce da terzino sinistro.

## Carriera

### Club
Muove i suoi primi passi nella scuola calcio dell'Aspire Academy in Qatar. Esclusa una breve parentesi in prestito in Belgio all'Eupen - società satellite dell'accademia qatariota. Hassan ha trascorso la sua carriera in Qatar nell'Al-Sadd, con cui ha vinto l'AFC Champions League nel 2011. Il 25 gennaio 2023 firma per l'Al Jahra, club kuwaitiano militante nella Kuwait Premier League. Esordisce in prima squadra il 9 febbraio nella sfida contro l'Al-Qadisiya terminata per 1-1. Segna la sua prima rete il 16 marzo 2023, nella sfida di Coppa dell'Emiro persa 5-4 contro l'Al-Shabab. Il 23 luglio 2024 torna in Qatar firmando per l'Al-Wakrah.

### Nazionale
Esordisce in nazionale il 18 novembre 2010 contro l'Haiti in amichevole, subentrando al 75' al posto di George Kwasi Semakor. Nel 2019 prende parte alla Coppa d'Asia, vinta dalla selezione qatariota.

## Statistiche

### Presenze e reti nei club
Statistiche aggiornate al 14 aprile 2025.
| Stagione        | Club            | Campionato      | Campionato | Campionato | Coppe nazionali | Coppe nazionali | Coppe nazionali | Coppe continentali | Coppe continentali | Coppe continentali | Supercoppe | Supercoppe | Supercoppe | Totale | Totale |
| Stagione        | Club            | Comp            | Pres       | Reti       | Comp            | Pres            | Reti            | Comp               | Pres               | Reti               | Comp       | Pres       | Reti       | Pres   | Reti   |
| --------------- | --------------- | --------------- | ---------- | ---------- | --------------- | --------------- | --------------- | ------------------ | ------------------ | ------------------ | ---------- | ---------- | ---------- | ------ | ------ |
| 2010-2011       | Al-Sadd         | QSL             | 0          | 0          | CEQ             | 0               | 0               | AFC                | 2+7                | 0                  | -          | -          | -          | 9      | 0      |
| 2011-2012       | Al-Sadd         | QSL             | 7          | 0          | CEQ             | 0               | 0               | -                  | -                  | -                  | MC         | 0          | 0          | 7      | 0      |
| 2012-2013       | Al-Sadd         | QSL             | 18         | 3          | CEQ             | 0               | 0               | -                  | -                  | -                  | -          | -          | -          | 18     | 3      |
| 2013-2014       | Al-Sadd         | QSL             | 23         | 2          | CEQ             | 0               | 0               | AFC                | 8                  | 0                  | -          | -          | -          | 31     | 2      |
| 2014-2015       | Al-Sadd         | QSL             | 24         | 5          | CEQ             | 0               | 0               | AFC                | 2+8                | 1                  | -          | -          | -          | 34     | 6      |
| 2015-2016       | Al-Sadd         | QSL             | 20         | 3          | CEQ             | 0               | 0               | AFC                | 1                  | 0                  | -          | -          | -          | 21     | 3      |
| 2016-2017       | Al-Sadd         | QSL             | 23         | 3          | CEQ             | 0               | 0               | AFC                | 1                  | 0                  | -          | -          | -          | 24     | 3      |
| 2017-gen.2018   | Eupen           | PL              | 10         | 1          | CB              | 1               | 0               | -                  | -                  | -                  | -          | -          | -          | 11     | 1      |
| gen.-giu. 2018  | Al-Sadd         | QSL             | 8          | 1          | CEQ             | 0               | 0               | AFC                | 11                 | 1                  | -          | -          | -          | 19     | 2      |
| 2018-2019       | Al-Sadd         | QSL             | 14         | 4          | CEQ             | 0               | 0               | AFC                | 10                 | 1                  | SJ         | 1          | 0          | 25     | 5      |
| 2019-2020       | Al-Sadd         | QSL             | 16         | 2          | CEQ             | 1               | 0               | AFC                | 5                  | 0                  | MC         | 3          | 2          | 25     | 4      |
| 2020-2021       | Al-Sadd         | QSL             | 16         | 2          | CEQ             | 3               | 0               | AFC                | 6                  | 0                  | CQ         | 2          | 0          | 27     | 2      |
| 2021-2022       | Al-Sadd         | QSL             | 17         | 3          | CEQ             | 3               | 1               | AFC                | 4                  | 0                  | -          | -          | -          | 24     | 4      |
| 2022-gen.2023   | Al-Sadd         | QSL             | 0          | 0          | CEQ             | 0               | 0               | -                  | -                  | -                  | -          | -          | -          | 0      | 0      |
| Totale Al-Sadd  | Totale Al-Sadd  | Totale Al-Sadd  | 94         | 28         |                 | 7               | 1               |                    | 37                 | 3                  |            | 6          | 2          | 264    | 34     |
| gen.-giu. 2023  | Al-Jahra        | PL              | 12         | 0          | CK              | 1               | 1               | -                  | -                  | -                  | -          | -          | -          | 13     | 1      |
| 2023-gen. 2024  | Al-Jahra        | PL              | 9          | 0          | CK              | 1               | 0               | -                  | -                  | -                  | -          | -          | -          | 10     | 0      |
| Totale Al-Jahra | Totale Al-Jahra | Totale Al-Jahra | 21         | 0          |                 | 2               | 1               |                    | -                  | -                  |            | -          | -          | 23     | 1      |
| gen.-giu.2024   | Persepolis      | IPL             | 13         | 0          | CI              | 2               | 0               | AFC                | -                  | -                  | SI         | -          | -          | 15     | 0      |
| 2024-2025       | Al-Wakrah       | QSL             | 13         | 0          | CEQ             | 0               | 0               | AFC2               | 4                  | 0                  | QSL        | 2          | 0          | 19     | 0      |
| Totale Carriera | Totale Carriera | Totale Carriera | 243        | 29         |                 | 12              | 2               |                    | 69                 | 3                  |            | 8          | 2          | 332    | 36     |

### Cronologia presenze e reti in nazionale
| Cronologia completa delle presenze e delle reti in nazionale ― Qatar | Cronologia completa delle presenze e delle reti in nazionale ― Qatar | Cronologia completa delle presenze e delle reti in nazionale ― Qatar | Cronologia completa delle presenze e delle reti in nazionale ― Qatar | Cronologia completa delle presenze e delle reti in nazionale ― Qatar | Cronologia completa delle presenze e delle reti in nazionale ― Qatar | Cronologia completa delle presenze e delle reti in nazionale ― Qatar | Cronologia completa delle presenze e delle reti in nazionale ― Qatar |
| Data                                                                 | Città                                                                | In casa                                                              | Risultato                                                            | Ospiti                                                               | Competizione                                                         | Reti                                                                 | Note                                                                 |
| -------------------------------------------------------------------- | -------------------------------------------------------------------- | -------------------------------------------------------------------- | -------------------------------------------------------------------- | -------------------------------------------------------------------- | -------------------------------------------------------------------- | -------------------------------------------------------------------- | -------------------------------------------------------------------- |
| 18-11-2010                                                           | Doha                                                                 | Qatar                                                                | 0 – 1                                                                | Haiti                                                                | Amichevole                                                           | -                                                                    | 75’                                                                  |
| 31-1-2013                                                            | Doha                                                                 | Qatar                                                                | 1 – 0                                                                | Libano                                                               | Amichevole                                                           | 1                                                                    |                                                                      |
| 6-2-2013                                                             | Doha                                                                 | Qatar                                                                | 2 – 0                                                                | Malaysia                                                             | Qual. Coppa d'Asia 2015                                              | -                                                                    | 46’                                                                  |
| 7-3-2013                                                             | Al Rayyan                                                            | Qatar                                                                | 3 – 1                                                                | Egitto                                                               | Amichevole                                                           | 1                                                                    |                                                                      |
| 17-3-2013                                                            | Doha                                                                 | Qatar                                                                | 1 – 0                                                                | Thailandia                                                           | Amichevole                                                           | -                                                                    | Uscita                                                               |
| 22-3-2013                                                            | Riffa                                                                | Bahrein                                                              | 1 – 0                                                                | Qatar                                                                | Qual. Coppa d'Asia 2015                                              | -                                                                    |                                                                      |
| 26-3-2013                                                            | Seul                                                                 | Corea del Sud                                                        | 2 – 1                                                                | Qatar                                                                | Qual. Mondiali 2014                                                  | -                                                                    | 74’                                                                  |
| 17-4-2013                                                            | Doha                                                                 | Qatar                                                                | 2 – 0                                                                | Palestina                                                            | Amichevole                                                           | -                                                                    | 46’                                                                  |
| 24-5-2013                                                            | Doha                                                                 | Qatar                                                                | 3 – 1                                                                | Lettonia                                                             | Amichevole                                                           | -                                                                    |                                                                      |
| 29-5-2013                                                            | Doha                                                                 | Qatar                                                                | 1 – 1                                                                | Azerbaigian                                                          | Amichevole                                                           | -                                                                    |                                                                      |
| 4-6-2013                                                             | Doha                                                                 | Qatar                                                                | 0 – 1                                                                | Iran                                                                 | Qual. Mondiali 2014                                                  | -                                                                    | 67’                                                                  |
| 11-6-2013                                                            | Doha                                                                 | Qatar                                                                | 0 – 0                                                                | Corea del Nord                                                       | Amichevole                                                           | -                                                                    | 46’                                                                  |
| 18-6-2013                                                            | Tashkent                                                             | Uzbekistan                                                           | 5 – 1                                                                | Qatar                                                                | Qual. Mondiali 2014                                                  | -                                                                    |                                                                      |
| 5-9-2013                                                             | Doha                                                                 | Qatar                                                                | 3 – 0                                                                | Mauritius                                                            | Amichevole                                                           | -                                                                    | 46’                                                                  |
| 9-9-2013                                                             | Doha                                                                 | Qatar                                                                | 1 – 1                                                                | Libano                                                               | Amichevole                                                           | -                                                                    | 80’                                                                  |
| 10-9-2013                                                            | Doha                                                                 | Qatar                                                                | 1 – 2                                                                | Vietnam                                                              | Amichevole                                                           | -                                                                    | 46’                                                                  |
| 13-10-2013                                                           | Doha                                                                 | Qatar                                                                | 6 – 0                                                                | Yemen                                                                | Qual. Coppa d'Asia 2015                                              | -                                                                    |                                                                      |
| 15-11-2013                                                           | Al-Ain                                                               | Yemen                                                                | 1 – 4                                                                | Qatar                                                                | Qual. Coppa d'Asia 2015                                              | 1                                                                    | 21’                                                                  |
| 19-11-2013                                                           | Shah Alam                                                            | Malaysia                                                             | 0 – 1                                                                | Qatar                                                                | Qual. Coppa d'Asia 2015                                              | -                                                                    |                                                                      |
| 21-12-2013                                                           | Doha                                                                 | Qatar                                                                | 1 – 1                                                                | Bahrein                                                              | Amichevole                                                           | -                                                                    | 77’                                                                  |
| 7-1-2014                                                             | Doha                                                                 | Qatar                                                                | 2 – 0                                                                | Giordania                                                            | WAFF Championship 2013 - 1º turno                                    | -                                                                    | 84’                                                                  |
| 5-3-2014                                                             | Doha                                                                 | Qatar                                                                | 0 – 0                                                                | Bahrein                                                              | Qual. Coppa d'Asia 2015                                              | -                                                                    |                                                                      |
| 30-5-2014                                                            | Rieti                                                                | Qatar                                                                | 0 – 0                                                                | Macedonia                                                            | Amichevole                                                           | -                                                                    | 46’                                                                  |
| 14-7-2014                                                            | Al Wakrah                                                            | Qatar                                                                | 2 – 2                                                                | Indonesia                                                            | Amichevole                                                           | -                                                                    | 46’                                                                  |
| 3-9-2014                                                             | Casablanca                                                           | Marocco                                                              | 0 – 0                                                                | Qatar                                                                | Amichevole                                                           | -                                                                    |                                                                      |
| 6-10-2014                                                            | Doha                                                                 | Qatar                                                                | 3 – 0                                                                | Uzbekistan                                                           | Amichevole                                                           | -                                                                    | 84’                                                                  |
| 14-10-2014                                                           | Doha                                                                 | Qatar                                                                | 1 – 0                                                                | Australia                                                            | Amichevole                                                           | -                                                                    |                                                                      |
| 6-11-2014                                                            | Doha                                                                 | Qatar                                                                | 3 – 1                                                                | Corea del Nord                                                       | Amichevole                                                           | 1                                                                    |                                                                      |
| 13-11-2014                                                           | Riyad                                                                | Arabia Saudita                                                       | 1 – 1                                                                | Qatar                                                                | Coppa delle nazioni del Golfo 2014 - 1º turno                        | -                                                                    |                                                                      |
| 16-11-2014                                                           | Riyad                                                                | Yemen                                                                | 0 – 0                                                                | Qatar                                                                | Coppa delle nazioni del Golfo 2014 - 1º turno                        | -                                                                    |                                                                      |
| 19-11-2014                                                           | Riyad                                                                | Bahrein                                                              | 0 – 0                                                                | Qatar                                                                | Coppa delle nazioni del Golfo 2014 - 1º turno                        | -                                                                    |                                                                      |
| 23-11-2014                                                           | Riyad                                                                | Oman                                                                 | 1 – 3                                                                | Qatar                                                                | Coppa delle nazioni del Golfo 2014 - Semifinale                      | -                                                                    | 56’                                                                  |
| 26-11-2014                                                           | Riyad                                                                | Arabia Saudita                                                       | 1 – 2                                                                | Qatar                                                                | Coppa delle nazioni del Golfo 2014 - Finale                          | -                                                                    | 70’                                                                  |
| 27-12-2014                                                           | Doha                                                                 | Qatar                                                                | 3 – 0                                                                | Estonia                                                              | Amichevole                                                           | 1                                                                    | 69’                                                                  |
| 31-12-2014                                                           | Canberra                                                             | Qatar                                                                | 2 – 2                                                                | Oman                                                                 | Amichevole                                                           | -                                                                    | 70’                                                                  |
| 11-1-2015                                                            | Canberra                                                             | Emirati Arabi Uniti                                                  | 4 – 1                                                                | Qatar                                                                | Coppa d'Asia 2015 - 1º turno                                         | -                                                                    |                                                                      |
| 15-1-2015                                                            | Sydney                                                               | Qatar                                                                | 0 – 1                                                                | Iran                                                                 | Coppa d'Asia 2015 - 1º turno                                         | -                                                                    |                                                                      |
| 26-3-2015                                                            | Doha                                                                 | Qatar                                                                | 1 – 0                                                                | Algeria                                                              | Amichevole                                                           | -                                                                    | 67’                                                                  |
| 30-3-2015                                                            | Doha                                                                 | Qatar                                                                | 1 – 0                                                                | Slovenia                                                             | Amichevole                                                           | 1                                                                    | 72’                                                                  |
| 31-5-2015                                                            | Crewe                                                                | Irlanda del Nord                                                     | 1 – 1                                                                | Qatar                                                                | Amichevole                                                           | -                                                                    | 56’                                                                  |
| 5-6-2015                                                             | Edimburgo                                                            | Scozia                                                               | 1 – 0                                                                | Qatar                                                                | Amichevole                                                           | -                                                                    |                                                                      |
| 11-6-2015                                                            | Malé                                                                 | Maldive                                                              | 0 – 1                                                                | Qatar                                                                | Qual. Mondiali 2018                                                  | -                                                                    | 78’                                                                  |
| 28-8-2015                                                            | Doha                                                                 | Qatar                                                                | 4 – 0                                                                | Singapore                                                            | Amichevole                                                           | -                                                                    |                                                                      |
| 3-9-2015                                                             | Doha                                                                 | Qatar                                                                | 15 – 0                                                               | Bhutan                                                               | Qual. Mondiali 2018                                                  | -                                                                    | 56’                                                                  |
| 8-9-2015                                                             | Hong Kong                                                            | Hong Kong                                                            | 2 – 3                                                                | Qatar                                                                | Qual. Mondiali 2018                                                  | 1                                                                    |                                                                      |
| 8-10-2015                                                            | Doha                                                                 | Qatar                                                                | 1 – 0                                                                | Cina                                                                 | Qual. Mondiali 2018                                                  | -                                                                    |                                                                      |
| 13-10-2015                                                           | Doha                                                                 | Qatar                                                                | 4 – 0                                                                | Maldive                                                              | Qual. Mondiali 2018                                                  | -                                                                    |                                                                      |
| 13-11-2015                                                           | Doha                                                                 | Qatar                                                                | 1 – 2                                                                | Turchia                                                              | Amichevole                                                           | -                                                                    | 84’                                                                  |
| 17-11-2015                                                           | Thimphu                                                              | Bhutan                                                               | 0 – 3                                                                | Qatar                                                                | Qual. Mondiali 2018                                                  | -                                                                    |                                                                      |
| 24-3-2016                                                            | Doha                                                                 | Qatar                                                                | 2 – 0                                                                | Hong Kong                                                            | Qual. Mondiali 2018                                                  | -                                                                    |                                                                      |
| 29-5-2016                                                            | Hartberg                                                             | Albania                                                              | 3 – 1                                                                | Qatar                                                                | Amichevole                                                           | 1                                                                    |                                                                      |
| 8-8-2016                                                             | Doha                                                                 | Qatar                                                                | 2 – 1                                                                | Iraq                                                                 | Amichevole                                                           | -                                                                    | 46’                                                                  |
| 18-8-2016                                                            | Zurigo                                                               | Giordania                                                            | 2 – 3                                                                | Qatar                                                                | Amichevole                                                           | -                                                                    | 46’                                                                  |
| 25-8-2016                                                            | Doha                                                                 | Qatar                                                                | 3 – 0                                                                | Thailandia                                                           | Amichevole                                                           | -                                                                    |                                                                      |
| 1-9-2016                                                             | Teheran                                                              | Iran                                                                 | 2 – 0                                                                | Qatar                                                                | Qual. Mondiali 2018                                                  | -                                                                    |                                                                      |
| 6-9-2016                                                             | Doha                                                                 | Qatar                                                                | 0 – 1                                                                | Uzbekistan                                                           | Qual. Mondiali 2018                                                  | -                                                                    | 81’                                                                  |
| 29-9-2016                                                            | Doha                                                                 | Qatar                                                                | 3 – 0                                                                | Serbia                                                               | Amichevole                                                           | -                                                                    | 64’                                                                  |
| 6-10-2016                                                            | Suwon                                                                | Corea del Sud                                                        | 3 – 2                                                                | Qatar                                                                | Qual. Mondiali 2018                                                  | -                                                                    | 64’                                                                  |
| 6-6-2017                                                             | Doha                                                                 | Qatar                                                                | 2 – 2                                                                | Corea del Nord                                                       | Amichevole                                                           | 1                                                                    | 46’                                                                  |
| 13-6-2017                                                            | Doha                                                                 | Qatar                                                                | 3 – 2                                                                | Corea del Sud                                                        | Qual. Mondiali 2018                                                  | -                                                                    | 62’                                                                  |
| 16-8-2017                                                            | Burton-upon-Trent                                                    | Andorra                                                              | 0 – 1                                                                | Qatar                                                                | Amichevole                                                           | -                                                                    |                                                                      |
| 23-8-2017                                                            | Doha                                                                 | Qatar                                                                | 2 – 1                                                                | Turkmenistan                                                         | Amichevole                                                           | -                                                                    | 58’                                                                  |
| 31-8-2017                                                            | Malacca                                                              | Siria                                                                | 3 – 1                                                                | Qatar                                                                | Qual. Mondiali 2018                                                  | -                                                                    | 26’                                                                  |
| 5-9-2017                                                             | Doha                                                                 | Qatar                                                                | 1 – 2                                                                | Cina                                                                 | Qual. Mondiali 2018                                                  | -                                                                    | 90’                                                                  |
| 11-11-2017                                                           | Doha                                                                 | Qatar                                                                | 0 – 1                                                                | Rep. Ceca                                                            | Amichevole                                                           | -                                                                    | 67’                                                                  |
| 14-11-2017                                                           | Doha                                                                 | Qatar                                                                | 1 – 1                                                                | Islanda                                                              | Amichevole                                                           | -                                                                    |                                                                      |
| 26-12-2017                                                           | Al-Kuwait                                                            | Iraq                                                                 | 2 – 1                                                                | Qatar                                                                | Coppa delle nazioni del Golfo 2017 - 1º turno                        | -                                                                    |                                                                      |
| 21-3-2018                                                            | Bassora                                                              | Iraq                                                                 | 2 – 3                                                                | Qatar                                                                | Amichevole                                                           | -                                                                    |                                                                      |
| 24-3-2018                                                            | Bassora                                                              | Qatar                                                                | 2 – 2                                                                | Siria                                                                | Amichevole                                                           | -                                                                    |                                                                      |
| 7-9-2018                                                             | Doha                                                                 | Qatar                                                                | 1 – 0                                                                | Cina                                                                 | Amichevole                                                           | -                                                                    |                                                                      |
| 12-10-2018                                                           | Doha                                                                 | Qatar                                                                | 4 – 3                                                                | Ecuador                                                              | Amichevole                                                           | -                                                                    | 80’                                                                  |
| 14-11-2018                                                           | Lugano                                                               | Svizzera                                                             | 0 – 1                                                                | Qatar                                                                | Amichevole                                                           | -                                                                    | 90+1’                                                                |
| 19-11-2018                                                           | Eupen                                                                | Islanda                                                              | 2 – 2                                                                | Qatar                                                                | Amichevole                                                           | -                                                                    |                                                                      |
| 23-12-2018                                                           | Doha                                                                 | Qatar                                                                | 2 – 0                                                                | Giordania                                                            | Amichevole                                                           | -                                                                    |                                                                      |
| 27-12-2018                                                           | Doha                                                                 | Qatar                                                                | 0 – 1                                                                | Algeria                                                              | Amichevole                                                           | -                                                                    | 57’ 66’                                                              |
| 9-1-2019                                                             | al-'Ayn                                                              | Qatar                                                                | 2 – 0                                                                | Libano                                                               | Coppa d'Asia 2019 - 1º turno                                         | -                                                                    | 62’                                                                  |
| 13-1-2019                                                            | al-'Ayn                                                              | Corea del Nord                                                       | 0 – 6                                                                | Qatar                                                                | Coppa d'Asia 2019 - 1º turno                                         | 1                                                                    | 7’ 81’                                                               |
| 17-1-2019                                                            | Abu Dhabi                                                            | Arabia Saudita                                                       | 0 – 2                                                                | Qatar                                                                | Coppa d'Asia 2019 - 1º turno                                         | -                                                                    |                                                                      |
| 22-1-2019                                                            | Abu Dhabi                                                            | Qatar                                                                | 1 – 0                                                                | Iraq                                                                 | Coppa d'Asia 2019 - Ottavi di finale                                 | -                                                                    |                                                                      |
| 29-1-2019                                                            | Abu Dhabi                                                            | Qatar                                                                | 4 – 0                                                                | Emirati Arabi Uniti                                                  | Coppa d'Asia 2019 - Semifinale                                       | -                                                                    |                                                                      |
| 1-2-2019                                                             | Abu Dhabi                                                            | Giappone                                                             | 1 – 3                                                                | Qatar                                                                | Coppa d'Asia 2019 - Finale                                           | -                                                                    |                                                                      |
| 6-6-2019                                                             | Brasilia                                                             | Brasile                                                              | 2 – 0                                                                | Qatar                                                                | Amichevole                                                           | -                                                                    | 84’                                                                  |
| 16-6-2019                                                            | Rio de Janeiro                                                       | Paraguay                                                             | 2 – 2                                                                | Qatar                                                                | Coppa America 2019 - 1º turno                                        | -                                                                    | Cap. 61’                                                             |
| 19-6-2019                                                            | San Paolo                                                            | Colombia                                                             | 1 – 0                                                                | Qatar                                                                | Coppa America 2019 - 1º turno                                        | -                                                                    | 57’                                                                  |
| 5-9-2019                                                             | Doha                                                                 | Qatar                                                                | 6 – 0                                                                | Afghanistan                                                          | Qual. Mondiali 2022                                                  | 1                                                                    |                                                                      |
| 10-9-2019                                                            | Doha                                                                 | Qatar                                                                | 0 – 0                                                                | India                                                                | Qual. Mondiali 2022                                                  | -                                                                    |                                                                      |
| 10-10-2019                                                           | Dacca                                                                | Bangladesh                                                           | 0 – 2                                                                | Qatar                                                                | Qual. Mondiali 2022                                                  | -                                                                    |                                                                      |
| 15-10-2019                                                           | Al Wakrah                                                            | Qatar                                                                | 2 – 1                                                                | Oman                                                                 | Qual. Mondiali 2022                                                  | -                                                                    |                                                                      |
| 26-11-2019                                                           | Doha                                                                 | Qatar                                                                | 1 – 2                                                                | Iraq                                                                 | Coppa delle nazioni del Golfo 2019 - 1º turno                        | -                                                                    |                                                                      |
| 29-11-2019                                                           | Doha                                                                 | Yemen                                                                | 0 – 6                                                                | Qatar                                                                | Coppa delle nazioni del Golfo 2019 - 1º turno                        | 3                                                                    |                                                                      |
| 2-12-2019                                                            | Doha                                                                 | Qatar                                                                | 4 – 2                                                                | Emirati Arabi Uniti                                                  | Coppa delle nazioni del Golfo 2019 - 1º turno                        | -                                                                    |                                                                      |
| 5-12-2019                                                            | Al Wakrah                                                            | Arabia Saudita                                                       | 1 – 0                                                                | Qatar                                                                | Coppa delle nazioni del Golfo 2019 - Semifinale                      | -                                                                    |                                                                      |
| 12-10-2020                                                           | Adalia                                                               | Ghana                                                                | 5 – 1                                                                | Qatar                                                                | Amichevole                                                           | -                                                                    |                                                                      |
| 13-11-2020                                                           | Hartberg                                                             | Costa Rica                                                           | 1 – 1                                                                | Qatar                                                                | Amichevole                                                           | -                                                                    |                                                                      |
| 17-11-2020                                                           | Maria Enzersdorf                                                     | Qatar                                                                | 1 – 2                                                                | Corea del Sud                                                        | Amichevole                                                           | -                                                                    |                                                                      |
| 4-12-2020                                                            | Doha                                                                 | Qatar                                                                | 5 – 0                                                                | Bangladesh                                                           | Qual. Mondiali 2022                                                  | -                                                                    | 74’                                                                  |
| 24-3-2021                                                            | Debrecen                                                             | Qatar                                                                | 1 – 0                                                                | Lussemburgo                                                          | Amichevole                                                           | -                                                                    |                                                                      |
| 30-3-2021                                                            | Debrecen                                                             | Qatar                                                                | 1 – 1                                                                | Irlanda                                                              | Amichevole                                                           | -                                                                    |                                                                      |
| 3-6-2021                                                             | Doha                                                                 | India                                                                | 0 – 1                                                                | Qatar                                                                | Qual. Mondiali 2022                                                  | -                                                                    | 89’                                                                  |
| 7-6-2021                                                             | Doha                                                                 | Oman                                                                 | 0 – 1                                                                | Qatar                                                                | Qual. Mondiali 2022                                                  | -                                                                    | 51’                                                                  |
| 4-7-2021                                                             | Pola                                                                 | El Salvador                                                          | 0 – 1                                                                | Qatar                                                                | Amichevole                                                           | -                                                                    |                                                                      |
| 13-7-2021                                                            | Houston                                                              | Qatar                                                                | 3 – 3                                                                | Panama                                                               | Gold Cup 2021 - 1º turno                                             | -                                                                    |                                                                      |
| 17-7-2021                                                            | Houston                                                              | Grenada                                                              | 0 – 4                                                                | Qatar                                                                | Gold Cup 2021 - 1º turno                                             | -                                                                    |                                                                      |
| 20-7-2021                                                            | Houston                                                              | Honduras                                                             | 0 – 2                                                                | Qatar                                                                | Gold Cup 2021 - 1º turno                                             | -                                                                    |                                                                      |
| 25-7-2021                                                            | Glendale                                                             | Qatar                                                                | 3 – 2                                                                | El Salvador                                                          | Gold Cup 2021 - Quarti di finale                                     | -                                                                    |                                                                      |
| 30-7-2021                                                            | Austin                                                               | Qatar                                                                | 0 – 1                                                                | Stati Uniti                                                          | Gold Cup 2021 - Semifinale                                           | -                                                                    |                                                                      |
| 1-9-2021                                                             | Debrecen                                                             | Qatar                                                                | 0 – 4                                                                | Serbia                                                               | Amichevole                                                           | -                                                                    | 73’                                                                  |
| 4-9-2021                                                             | Debrecen                                                             | Qatar                                                                | 1 – 3                                                                | Portogallo                                                           | Amichevole                                                           | 1                                                                    |                                                                      |
| 7-9-2021                                                             | Lussemburgo                                                          | Lussemburgo                                                          | 1 – 1                                                                | Qatar                                                                | Amichevole                                                           | -                                                                    | 23’                                                                  |
| 9-10-2021                                                            | Loulé                                                                | Portogallo                                                           | 3 – 0                                                                | Qatar                                                                | Amichevole                                                           | -                                                                    | 29’                                                                  |
| 12-10-2021                                                           | Dublino                                                              | Irlanda                                                              | 4 – 0                                                                | Qatar                                                                | Amichevole                                                           | -                                                                    |                                                                      |
| 11-11-2021                                                           | Belgrado                                                             | Serbia                                                               | 4 – 0                                                                | Qatar                                                                | Amichevole                                                           | -                                                                    | 75’                                                                  |
| 14-11-2021                                                           | Baku                                                                 | Azerbaigian                                                          | 2 – 2                                                                | Qatar                                                                | Amichevole                                                           | -                                                                    |                                                                      |
| 30-11-2021                                                           | Al Khawr                                                             | Qatar                                                                | 1 – 0                                                                | Bahrein                                                              | Coppa araba FIFA 2021 - 1º turno                                     | -                                                                    | 89’                                                                  |
| 3-12-2021                                                            | Doha                                                                 | Oman                                                                 | 1 – 2                                                                | Qatar                                                                | Coppa araba FIFA 2021 - 1º turno                                     | -                                                                    |                                                                      |
| 10-12-2021                                                           | Al Khawr                                                             | Qatar                                                                | 5 – 0                                                                | Emirati Arabi Uniti                                                  | Coppa araba FIFA 2021 - Quarti di finale                             | -                                                                    |                                                                      |
| 15-12-2021                                                           | Doha                                                                 | Qatar                                                                | 1 – 2                                                                | Algeria                                                              | Coppa araba FIFA 2021 - Semifinale                                   | -                                                                    |                                                                      |
| 18-12-2021                                                           | Doha                                                                 | Egitto                                                               | 0 – 0 dts (4 – 5 dtr)                                                | Qatar                                                                | Coppa araba FIFA 2021 - Finale 3º posto                              | -                                                                    | 78’                                                                  |
| 26-3-2022                                                            | Al Rayyan                                                            | Qatar                                                                | 2 – 1                                                                | Bulgaria                                                             | Amichevole                                                           | -                                                                    | 74’                                                                  |
| 29-3-2022                                                            | Al Rayyan                                                            | Qatar                                                                | 0 – 0                                                                | Slovenia                                                             | Amichevole                                                           | -                                                                    |                                                                      |
| 20-8-2022                                                            | Wiener Neustadt                                                      | Qatar                                                                | 2 – 2                                                                | Marocco                                                              | Amichevole                                                           | -                                                                    |                                                                      |
| 23-8-2022                                                            | Wiener Neustadt                                                      | Qatar                                                                | 2 – 1                                                                | Ghana                                                                | Amichevole                                                           | -                                                                    |                                                                      |
| 26-8-2022                                                            | Wiener Neustadt                                                      | Qatar                                                                | 1 – 1                                                                | Giamaica                                                             | Amichevole                                                           | -                                                                    | 71’                                                                  |
| 23-9-2022                                                            | Vienna                                                               | Qatar                                                                | 0 – 2                                                                | Canada                                                               | Amichevole                                                           | -                                                                    |                                                                      |
| 27-9-2022                                                            | Vienna                                                               | Qatar                                                                | 2 – 2                                                                | Cile                                                                 | Amichevole                                                           | -                                                                    |                                                                      |
| 13-10-2022                                                           | Marbella                                                             | Nicaragua                                                            | 1 – 2                                                                | Qatar                                                                | Amichevole                                                           | -                                                                    |                                                                      |
| 23-10-2022                                                           | Malaga                                                               | Qatar                                                                | 2 – 0                                                                | Guatemala                                                            | Amichevole                                                           | -                                                                    |                                                                      |
| 27-10-2022                                                           | Marbella                                                             | Qatar                                                                | 1 – 0                                                                | Honduras                                                             | Amichevole                                                           | -                                                                    |                                                                      |
| 5-11-2022                                                            | Marbella                                                             | Qatar                                                                | 2 – 1                                                                | Panama                                                               | Amichevole                                                           | -                                                                    |                                                                      |
| 9-11-2022                                                            | Marbella                                                             | Qatar                                                                | 1 – 0                                                                | Albania                                                              | Amichevole                                                           | -                                                                    | 63’                                                                  |
| 20-11-2022                                                           | Al Khawr                                                             | Qatar                                                                | 0 – 2                                                                | Ecuador                                                              | Mondiali 2022 - 1º turno                                             | -                                                                    |                                                                      |
| 25-11-2022                                                           | Doha                                                                 | Qatar                                                                | 1 – 3                                                                | Senegal                                                              | Mondiali 2022 - 1º turno                                             | -                                                                    |                                                                      |
| 29-11-2022                                                           | Al Khawr                                                             | Paesi Bassi                                                          | 2 – 0                                                                | Qatar                                                                | Mondiali 2022 - 1º turno                                             | -                                                                    |                                                                      |
| 10-10-2024                                                           | Al Rayyan                                                            | Qatar                                                                | 3 – 1                                                                | Kirghizistan                                                         | Qual. Mondiali 2026                                                  | -                                                                    | 86’                                                                  |
| 15-10-2024                                                           | Teheran                                                              | Iran                                                                 | 4 – 1                                                                | Qatar                                                                | Qual. Mondiali 2026                                                  | -                                                                    |                                                                      |
| 20-3-2025                                                            | Doha                                                                 | Qatar                                                                | 5 – 1                                                                | Corea del Nord                                                       | Qual. Mondiali 2026                                                  | -                                                                    | 68’                                                                  |
| Totale                                                               |                                                                      | Presenze (2º posto)                                                  | 136                                                                  |                                                                      | Reti                                                                 | 15                                                                   |                                                                      |

## Palmarès

### Club

#### Competizioni nazionali
- Campionato qatariota: 4

Al-Sadd: 2012-2013, 2018-2019, 2020-2021, 2021-2022
- Coppa dell'Emiro del Qatar: 5

Al-Sadd: 2013-2014, 2014-2015, 2016-2017, 2019-2020, 2020-2021
- Coppa del Qatar: 3

Al-Sadd: 2017, 2020, 2021
- Coppa dello Sceicco Jassem: 2

Al-Sadd: 2014, 2019
- Coppa delle Stelle del Qatar: 1

Al-Sadd: 2019-2020
- Lega professionistica del Golfo persico: 1

Persepolis: 2023-2024

#### Competizioni internazionali
- AFC Champions League: 1

Al-Sadd: 2011

### Nazionale
- WAFF Championship: 1

Qatar 2013
- Coppa delle Nazioni del Golfo: 1

Arabia Saudita 2014
- Coppa d'Asia: 1

Emirati Arabi Uniti 2019

### Individuale
- Calciatore asiatico dell'anno: 1

2018